# NGC 5944
NGC 5944 (другие обозначения — MCG 1-40-4, ZWG 50.13, HCG 76A, PGC 55321) — галактика в созвездии Змея.
Этот объект входит в число перечисленных в оригинальной редакции «Нового общего каталога».